# ギャラリー (フリゲート)
| USS Gallery FFG-26 |                                                                           |
| 艦歴               |                                                                           |
| 発注:              | 1977年2月28日                                                             |
| 起工:              | 1980年5月17日                                                             |
| 進水:              | 1980年12月20日                                                            |
| 就役:              | 1981年12月5日                                                             |
| 退役:              | 1996年6月14日                                                             |
| 除籍:              | 1996年6月14日                                                             |
| その後:            | エジプト海軍へ移管                                                        |
| 要目               |                                                                           |
| 排水量             | 基準：3,159t                                                              |
| 排水量             | 満載：4,057t                                                              |
| 全長               | 445 ft (136 m)                                                            |
| 全幅               | 45.4 ft (13.8 m)                                                          |
| 吃水               | 22 ft (6.7 m)                                                             |
| 機関               | COGAG方式                                                                 |
| 機関               | LM2500-30 ガスタービンエンジン（20,500shp）×2基                           |
| 機関               | 可変ピッチプロペラ（5翔）×1軸                                             |
| 機関               | 非常用旋回式スラスター（350hp）×2基                                       |
| 最大速             | 29ノット以上                                                              |
| 航続距離           | 4,500海里（20ノット巡航時）                                               |
| 乗員               | 206名（士官13名）                                                         |
| 兵装               | Mk.75 76mm単装速射砲×1基                                                  |
| 兵装               | Mk.38 25mm単装機関砲×2基                                                  |
| 兵装               | Mk.15 20mm CIWS×1基                                                       |
| 兵装               | M2 12.7mm単装機銃×4基                                                     |
| 兵装               | Mk.13 Mod.4 ミサイル単装発射機×1基 *SM-1MR SAM *ハープーン SSM を発射可能 |
| 兵装               | Mk.32 Mod.7 3連装短魚雷発射管×2基                                         |
| 艦載機             | SH-2F シースプライト LAMPS ヘリコプター×1機 ※さらに1機搭載可能            |
| C4ISTAR            | NTDS（JTDS+リンク 11/14）                                                 |
| C4ISTAR            | Mk.92 FCS（SM-1MR、76mm砲用）                                             |
| C4ISTAR            | AN/SQQ-89 ASWCS                                                           |
| センサ             | AN/SPS-49対空捜索レーダー                                                 |
| センサ             | AN/SPS-55対水上捜索レーダー                                               |
| センサ             | AN/SQS-56船底装備ソナー                                                   |
| センサ             | AN/SQR-19曳航ソナー                                                       |
| 電子戦             | AN/SLQ-32(V)2 ESM装置                                                     |
| 電子戦             | Mk.36 デコイ発射装置                                                      |
| モットー:          |                                                                           |

ギャラリー (英語: USS Gallery, FFG-26) は、アメリカ海軍のミサイルフリゲート。オリバー・ハザード・ペリー級ミサイルフリゲートの18番艦。艦名はダニエル・V・ギャラリー海軍少将(1901 - 1977)、ウィリアム・O・ギャラリー海軍中将(1904 - 1981)、フィリップ・D・ギャラリー海軍中将(1907 - 1973)のギャラリー三兄弟に因む。

## 艦歴
ギャラリーは1977年2月28日にFY77プログラムの一部としてメイン州のバス鉄工所に建造発注され、1980年5月17日に起工する。1980年12月20日に進水し、1981年12月5日に就役した。
ギャラリーは1996年6月14日に退役し、エジプト海軍に移管、艦名はTaba (F 916)と改められた。